# Numerické řešení obyčejných diferenciálních rovnic
V numerické matematice je numerické řešení obyčejných diferenciálních rovnic postup, kterým můžeme získat přibližné řešení obyčejných diferenciálních rovnic. Používá se v případech, kdy by bylo nalezení přesného (analytického) řešení náročné nebo v případech, kdy analytické řešení nelze najít.
Diferenciální rovnice a její počáteční podmínky bývají často uváděny v tomto tvaru:
{\displaystyle y'(t)=f(t,y)}
{\displaystyle y(t_{0})=y_{0}}

## Metody řešení
Funkce f(t,y) (někdy se nazývá stavová rovnice) může být obecně velmi komplikovaná, proto je nutné řešit rovnici numericky. V takovém případě probíhá řešení v diskrétních časových krocích {\displaystyle \Delta t}:
{\displaystyle y(t+\Delta t)=y(t)+D(t,y)\Delta t}
{\displaystyle D(t,y)} je funkce (někdy též směrová funkce), která se snaží aproximovat {\displaystyle y'(t)} tak, aby {\displaystyle y(t+\Delta t)} bylo co nejpřesnější.

### Eulerova metoda
Existuje více metod, jak v daném čase získat co nejlepší aproximaci derivace, nejjednodušší je Eulerova metoda:
{\displaystyle D(t,y)=f(t,y)}

### Rungeovy–Kuttovy metody
Obecně lze Rungeovy–Kuttovy metody zapsat následovně:
{\displaystyle y_{n+1}=y_{n}+h\sum _{i=1}^{p}w_{i}k_{i}}
{\displaystyle k_{i}=f(t+\alpha _{i}h,\,y_{n}+h\sum _{j=1}^{i-1}\beta _{ij}k_{j})}
Koeficienty u těchto metod jsou vypočteny tak, aby metoda řádu {\displaystyle p} odpovídala Taylorovu polynomu funkce {\displaystyle y(t)} stejného řádu. (Eulerova metoda je vlastně metodou prvního řádu.)
Často se používá čtyřbodová metoda Runge-Kutta (RK4), která je čtvrtého řádu.
{\displaystyle k_{1}=f\left(t_{n},y_{n}\right)}
{\displaystyle k_{2}=f\left(t_{n}+{h \over 2},y_{n}+{h \over 2}k_{1}\right)}
{\displaystyle k_{3}=f\left(t_{n}+{h \over 2},y_{n}+{h \over 2}k_{2}\right)}
{\displaystyle k_{4}=f\left(t_{n}+h,y_{n}+hk_{3}\right)}
{\displaystyle y_{n+1}=y_{n}+{h \over 6}(k_{1}+2k_{2}+2k_{3}+k_{4})}
(Korespondence různých způsobů zápisu: {\displaystyle h=\Delta t}; {\displaystyle t_{n}=n\Delta t}; {\displaystyle y_{n}=y(t_{n})}; {\displaystyle D(t,y)=(k_{1}+2k_{2}+2k_{3}+k_{4})/6}. Korespondence s obecným vzorcem: {\displaystyle k_{1}=k_{4}=1/6}; {\displaystyle k_{2}=k_{3}=1/3}; {\displaystyle \alpha _{1}=\beta _{31}=\beta _{41}=\beta _{42}=0}; {\displaystyle \alpha _{2}=\alpha _{3}=\beta _{21}=\beta _{32}=1/2}; {\displaystyle \alpha _{4}=\beta _{43}=1}.)

### Vícekrokové metody
U vícekrokových metod je hodnota {\displaystyle y_{n+1}} vypočtena z předchozích hodnot {\displaystyle y_{n-i}} (respektive {\displaystyle f_{n-i}}, {\displaystyle i=0...k}) proložených interpolačním polynomem. Řád metody zde odpovídá řádu interpolačního polynomu. (Eulerova metoda je v podstatě jednokrokovou metodou.)
Obecnou vícekrokovou metodu lze zapsat následovně:
{\displaystyle y_{n+1}=\sum _{i=0}^{r}\alpha _{i}y_{n-i}+h\sum _{j=-1}^{s}\beta _{j}f_{n-j}}

#### Explicitní metody
Pokud je {\displaystyle \beta _{-1}=0}, lze hodnotu {\displaystyle y_{n+1}} určit z {\displaystyle r+1} předchozích hodnot {\displaystyle y_{n}} (respektive z {\displaystyle s+1} předchozích hodnot {\displaystyle f_{n}}) a jedná se o metodu explicitní.
Příklad 1, explicitní metoda Adams-Bashford druhého řádu:
{\displaystyle y_{n+1}=y_{n}+h\left({3 \over 2}f(t_{n},y_{n})-{1 \over 2}f(t_{n-1},y_{n-1})\right)}
(Korespondence s obecným vzorcem: {\displaystyle r=0}; {\displaystyle \alpha _{0}=1}; {\displaystyle s=1}; {\displaystyle \beta _{-1}=0}; {\displaystyle \beta _{0}=3/2}; {\displaystyle \beta _{1}=-1/2}.)
Příklad 2, explicitní metoda Adams-Bashford čtvrtého řádu:
{\displaystyle y_{n+1}=y_{n}+{\frac {h}{24}}\left(55f_{n}-59f_{n-1}+37f_{n-2}-9f_{n-3}\right)}

#### Implicitní metody
Pokud je {\displaystyle \beta _{-1}} různé od nuly, je pro výpočet {\displaystyle y_{n+1}} nutná znalost {\displaystyle f_{n+1}} a jedná se o metodu implicitní.
Příklad, implicitní metoda Adams-Moulton čtvrtého řádu:
{\displaystyle y_{n+1}=y_{n}+{\frac {h}{24}}\left(9f_{n+1}+19f_{n}-5f_{n-1}+f_{n-2}\right)}

#### Metody prediktor-korektor
Metody prediktor-korektor jsou sloučením explicitních a implicitních metod. Nejprve je použita explicitní metoda pro odhad nového {\displaystyle y_{n+1}}. V tomto bodě je vypočtena derivace {\displaystyle f_{n+1}}, která je následovně použita v implicitní metodě pro výpočet přesnější aproximace {\displaystyle y_{n+1}}.